# Strijkkwartet nr. 4 (Sallinen)
Aulis Sallinen componeerde zijn Strijkkwartet nr. 4 Rustige liederen in 1971. Sallinen componeerde strijkkwartetten om zijn ziel te reinigen na het componeren van zwaarder werk zoals opera’s en/of symfonie. De strijkkwartetten volgen dan ook onregelmatig op elkaar. Een muziekfestival in Jyväskylä gaf de opdracht en de eerste uitvoering volgde daar dan ook. In het Suhonen Kwartet speelde toen dirigent/violist Okko Kamu, die in beide functies diverse premieres van Sallinens werk op zijn naam heeft staan.
Sallinens derde strijkkwartet was een van de meest melodieuze en populaire; deze vierde is van een ander kaliber. De muziek is uiterst statisch, een dansbaar ritmisch patroon komt af en toe naar de muzikale oppervlakte, maar wordt weer teruggehaald in de starheid.

## Discografie
- Ondine: Jean Sibelius Kwartet; opnamen 1994